# Betahani
Betahani (nepalski: बेतहनी) – gaun wikas samiti w zachodniej części Nepalu w strefie Bheri w dystrykcie Banke. Według nepalskiego spisu powszechnego z 2001 roku liczył on 1033 gospodarstw domowych i 6489 mieszkańców (2993 kobiet i 3496 mężczyzn).